# Кэбэешть
Кэбэешты (рум. Căbăiești, Кабаешты) — село в Каларашском районе Молдавии. Относится к сёлам, не образующим коммуну.

## География
Село расположено на высоте 230 метров над уровнем моря.

## Население
По данным переписи населения 2004 года, в селе Кэбэешть проживает 1102 человека (537 мужчин, 565 женщин).
Этнический состав села:
| Национальность | Число жителей | Процентный состав |
| -------------- | ------------- | ----------------- |
| молдаване      | 1086          | 98.55             |
| русские        | 6             | 0.54              |
| румыны         | 6             | 0.54              |
| украинцы       | 4             | 0.36              |
| Всего          | 1102          | 100%              |